# Funderholme
Funderholme er et 40 hektar stort engområde omkring den nedre del af Funder Å, fra dennes udløb i Ørnsø, sydvest for Silkeborg i Silkeborg Kommune . Området afgrænses af jernbanen til Herning mod nordvest, Funder Station mod sydvest, Løgager Skov mod syd, Silkeborg Vesterskov og Tranevig mod øst. Området henligger som stort set uberørt natur, og er  for en stor del tilgroet i pilekrat, og er  et af Silkeborgegnens bedste yngleområder for nattergalen. Midt i dalen ligger den lille sø Ulvsø, og ved Funder Å ligger flere dambrug og en Put and take-sø. Den nederste del af åen er nærmest et svært tilgængeligt delta, men det kan krydses via Ørnsøstien. 
Et mindre område mod nordøst, ved Funder Ås udløb er en del af den 13 hektar store naturfredning ved  Ørnsø .